# 人造人009 (动画)
《人造人009》（サイボーグ009），对石森章太郎創作的SF漫画《人造人009》的改编日本动画作品进行整体解说的词条。

## 动画系列
分成1966年- 1968年，1979年- 1980年，2001年- 2002年3个时期。
三部TV动画中，1968版（黑白）通称旧版，1979版通称新版，2001版通称平成版。

### 1966年 - 1968年
先制作了两部剧场版动画，之后才有了TV动画。

#### 剧场版（第1・2部）
- 《飛天神童》
  - 1966年7月21日上映
  - 彩色电影 64分
  - 制作 - 大川博
  - 企画 - 关政次郎、平泽明、饭岛敬、旗野义文
  - 脚本 - 饭岛敬、芹川有吾
  - 演出 - 芹川有吾
  - 音乐 - 小杉太一郎
  - 摄影 - 平尾三喜
  - 编集 - 千蔵豊
  - 录音 - 小西进
  - 音响效果 - 大平纪义
  - 制作进行 - 堤四四三

- 《飛天神童橫掃黑魔黨》[1]
  - 1967年3月19日上映
  - 彩色电影 60分
  - 制作 - 大川博
  - 企画 - 关政次郎、平泽明、旗野义文
  - 脚本 - 饭岛敬、芹川有吾、白川大作
  - 演出 - 芹川有吾
  - 音乐 - 小杉太一郎
  - 色彩设计 - 西山英子
  - 摄影 - 池田重好
  - 编集 - 千蔵豊
  - 录音 - 小西进
  - 音响效果 - 大平纪义
  - 制作进行 - 堤四四三
  - 演出助手 - 宫崎一哉

##### 声优表
- 001 - 鸟山京子
- 002 - 石原良
- 003 - ジュディ・オング (翁倩玉)
- 004 - 大竹宏
- 005 - 増岡弘
- 006 - 藤村有弘
- 007 - 曾我町子
- 008 - 内海贤二
- 009 - 太田博之
- 吉尔莫亚博士 - 八奈见乘儿
- 黑幽灵团首领 - 山内雅人
- 海莲娜 - 市原悦子

##### 主题曲
《サイボーグ009》
作词 - 漆原昌久 / 作曲・编曲 - 小杉太一郎 / 歌 - 東京マイスタージンガー
《サイボーグ009のうた（人造人009的歌）》
作词 - 石森章太郎 / 作曲 - 增田丰利 / 歌 - キングブラザーズ

#### TV动画系列（第1部）
整个系列没有共同的明确敌人，而是以009为中心的各种事件与挑战。主要舞台在日本，通常情况下住在日本的有009、001、003、006（经营着张张湖饭店）、007（张张湖饭店员工）和吉尔莫亚博士。其他的人造人住在外国（主要是故乡），根据情况登场，所以全员到齐的时候很少（第3话《南极的对决》，第14话《被诅咒的沙漠》，第24话《无情的挑战者》，最终回《和平的战士不会死》这4次）。
播放结束后出现了再次制作剧场版的话题，但是没能实现。
- 1968年4月5日 - 9月27日 全26话
- NET（现在的朝日电视台）系列 周五19点30分- 20点
- 黑白动画
- 企画 - 宫崎慎一、江藤昌治、旗野义文
- 音乐 - 小杉太一郎
- 选曲 - 宫下滋

##### 声优表
- 009 - 田中雪弥
- 001 - 白石冬美
- 002 - 石原良
- 003 - 铃木弘子
- 004 - 大竹宏/内海贤二
- 005 - 増岡弘
- 006 - 永井一郎
- 007 - 曾我町子
- 008 - 野田圭一
- 吉尔莫亚博士 - 八奈见乘儿

##### 主题曲
片头曲《サイボーグ009》
作词 - 漆原昌久 / 作曲・编曲 - 小杉太一郎 / 歌 - 東京マイスタージンガー
片尾曲《（战斗结束了）》
作词 - 石森章太郎 / 作曲・编曲 - 小杉太一郎 / 歌 - ボーカル・ショップ

### 1979年 - 1980年
TV动画播放一年后，制作了剧场版。

#### TV动画系列（第2部）
脚本主要由酒井あきよし担当，但第一话脚本为辻真先。动画制作人金田伊功（OP）、作画监督芦田丰雄和负责演出的高桥良辅等人也作为STAFF参加了。
TV第一作中被改变了的战斗服、009的发色、007的年龄设定，在这一作中全部以原作为基准设定。只是加速装置方面成为009独有的特殊能力，002并未装备。但是新·黑幽灵团的人造人中，也有装备了加速装置登场的角色。

##### 播放数据
- 1979年3月6日 - 1980年3月25日 全50话
- 朝日电视台系列 星期二19点- 19时30分
- 收视率（数据均由video research调查 / 关东地区）

- 平均收视率 10.6%
- 最高收视率 16.9%（第10話）

##### 声优表
- 009 - 井上和彦
- 003 - 杉山佳壽子
- 001 - 千千松幸子
- 002 - 野田圭一
- 004 - 山田俊司
- 005 - 田中崇
- 006 - はせさん治
- 007 - 肝付兼太
- 008 - 户谷公次
- 吉尔莫亚博士 - 富田耕生
- 加莫博士 - 大竹宏→渡部猛
- 洛基 - 田の中勇
- 托尔 - 柴田秀勝
- 芙蕾雅 - 吉田理保子
- 旁白 - 野田圭一

##### STAFF
- 制作人ー - 小泉美明（朝日电视台）、饭岛敬、铃木武幸（东映）
- 原作 - 石森章太郎
- 音乐 - すぎやまこういち
- 片头动画 - 金田伊功
- 片头演出 - 広川和之
- 片头作画监督 - 富沢和雄、芦田丰雄
- 人设・总作画监督 - 芦田丰雄
- 机械设计 - サブマリン
- 监督 - 高桥良辅
- 总作画监督补 - 酒井明雄
- 音响演出 - 太田克己
- 编集 - 井上编集室
- 特殊效果 - 柴田睦子
- 设定制作 - 箕輪敦
- 舞台设定 - 野野宮恒人、坂本信人、羽生厚、大山哲史
- 美术 - 池田繁美、坂本信人、宫前光春、中野一郎
- 制作担当 - 岩崎正美、长谷川徹
- 制作协力 - SUNRISE
- 制作 - 朝日电视台、东映

##### 音乐
当时的动画、特摄作品，从OP的标题就知道作品名的情况是很普通常见的。而本作不仅标题，连歌词也不包含“009”，只是勉强出现了“人造人战士”的歌词。OP的标题《（为了谁）》在日语中的文法表现也不被一般孩子所熟悉，可见这是朝高年龄层的观众展示的。
主题曲
片头曲《（为了谁）》
作词 - 石森章太郎 / 作曲 - 平尾昌晃 / 编曲 - すぎやまこういち / 歌 - 成田贤、こおろぎ'73
片尾曲《（终有一日）》
作词- 石森章太郎 / 作曲 - 平尾昌晃 / 编曲 - すぎやまこういち / 歌 - こおろぎ'73
插入曲・印象曲

作词 - 八手三郎 / 作曲 - 平尾昌晃 / 编曲 - 武市昌久 / 歌 - 成田贤

作词 - 石森章太郎 / 作曲 - 平尾昌晃 / 编曲 - 武市昌久 / 歌 - こおろぎ'73

作词 - 石森章太郎 / 作词补 - 保富康午 / 作曲 - 平尾昌晃 / 编曲 - 武市昌久 / 歌 - 成田贤

作词 - 保富康午 / 作曲 - 平尾昌晃 / 遍曲 - 武市昌久 / 歌 - かおりくみこ

作词 - 石森章太郎、成田贤 / 作曲 - 成田贤 / 遍曲 - 武市昌久 / 歌 - 成田贤

作词 - 保富康午 / 作曲 - 平尾昌晃 / 编曲 - 武市昌久 / 歌 - こおろぎ'73、ザ・チャープス
（スキャット曲）
作曲 - 平尾昌晃 / 編曲 - 武市昌久 / スキャット - 佐々木襄

作詞 - 八手三郎 / 作曲 - 平尾昌晃 / 編曲 - 武市昌久 / 歌 - 成田賢、こおろぎ'73

#### 剧场版（第3部）
TV版由SUNRISE制作，剧场版则是由东映动画制作的。
- 《人造人009 超银河传说》
  - 1980年12月20日上映
  - 130分

##### 声优表
随着电影的公开，参考粉丝投票决定了角色的分配。因此以熟悉的1979版CV为主要阵容，001和吉尔莫亚博士方面则是1968版。1979版的001、008的声优千千松和户古也有在里面跑龙套。
- 001 - 白石冬美
- 008 - 曽我部和行
- 吉尔莫亚博士 - 八奈见乘儿
- 柯兹莫博士 - 永井一郎
- 塔玛拉 - 鈴木弘子
- 萨巴 - 小原乃梨子
- 伽罗 - 大塚周夫
- 佐亚 - 大平透
- 旁白 - 石原良

##### STAFF
- 制作 - 渡边亮德、今田智憲
- 原作・总指挥 - 石森章太郎
- 制片人 - 饭岛敬、小湊洋市
- 脚本 - 中西隆三
- 脚本协力 - ジェフ・シーガル
- 作画监督・动画人设 - 山口泰弘
- 机械作画监督・机械设计 - 角田紘一
- 原画 - 金田伊功他
- 音乐 - すぎやまこういち
- 编曲 - あかのたちお、小六礼次郎、神山纯一
- 摄影监督 - 池田重好
- 编集 - 千蔵豊
- 制作担当 - 横井三郎
- 监督 - 明比正行

##### 音乐
主题曲

作词 - 山上路夫 / 作曲 - 森田公一 / 编曲 - 小六礼次郎 / 歌 - 町田义人
插入曲

作词 - 山上路夫 / 作曲 - 森田公一 / 编曲 - 小六礼次郎 / 歌・演奏 - 町田义人

作词 - 山上路夫 / 作曲 - 森田公一 / 编曲 - あかのたちお / 歌 - 山本百合子
印象曲

作词 - 山上路夫 / 作曲 - 浜圭介 / 编曲 - あかのたちお / 歌 - 山本百合子

### 2001年 - 2002年
以《人造人009 THE CYBORG SOLDIER》为标题在东京电视台播放了一年的TV动画系列。另外在播放平成版动画的时候，在《別冊コロコロコミック》中连载了まつばらともふみ的搞笑漫画《SD搞笑战斗·人造人009〜zerozero学园千钧一发！》。

#### TV动画系列（第3部）
ジャパンヴィステック制作的动画。人设则是由负责过《人造人间kikaider THE ANIMATION》里石森角色的绀野直幸担当。有着系列构成·大西信介、监督·川越淳这样的阵容，以忠实于漫画原作为方针制作了动画。但是，008皮曼的人设，并未遵循原作而是延续了《超银河传说》里的设定。有avex的出资者、小室哲哉负责音乐、globe来唱主题曲（后期ED变为 Fayray）的事也成为了话题。
包含了原作第一期《诞生篇》和第二期《地下帝国黄泉篇》，以及同时期的主要短篇在内的故事首次动画化了。与原作发表时（1964-1966年）相比，动画播出时（2001-2002年）世界形势发生了巨大的改变（比如东西德国统一了），所以到004为止被设定为过去所改造的初期型人造人。由于改造时发生了各种各样的问题，被设定成暂时进入冷冻睡眠，直到完全的改造技术确立了才醒来。005之后的设定，为了适应时代的变更与原作也有细微的差别。
- 2001年10月14日 - 2002年10月13日 全51话
- 东京电视台系列 星期日18点30分- 19点

##### 声优表
- 009 - 樱井孝宏
- 001 - 植田佳奈
- 002 - 森久保祥太郎
- 003 - 雪乃五月
- 004 - 飞田展男
- 005 - 大冢明夫
- 006 - 茶风林
- 007 - 長島雄一（今：長）
- 008 - 岩田光央
- 吉尔莫亚博士 - 麦人

##### STAFF
- 总制作人 - 长泽隆之
- 监督 - 川越淳
- 企画 - 大桥研一、好木俊治、岩田圭介（东京电视台）
- 音乐 - 小室哲哉（支援 - 多田彰文、松尾早人）
- 总监 - 小野寺章
- 制作人 - 井上光晴、岩田牧子（东京电视台）
- 系列构成 - 大西信介
- 人物&机械设计 - 绀野直幸
- 美术监督 - 竹田悠介
- 美术设定 - 加藤浩、平泽晃弘
- 色彩设计 - 原田幸子
- 摄影监督 - 大前亮介
- 编集 - 田熊纯
- 音响监督 - 岩浪美和
- 音乐制作 - avex mode
- 片尾插图 - 绀野直幸（第1话 - 第47话）、石森章太郎（『Conclusion God's War』）
- 制作协力 - avex mode、博报堂
- 制作・著作 - 东京电视台、ジャパンヴィステック

##### 主题曲
globe所唱的歌，制作了用以本作的“009 version”以区别于完整版。虽然全都比完整版要短，但依然超过三分钟，所以实际编辑出更短的版本以供TV动画使用。
片头曲「What's the justice?」（第2话 - 第47话）
作词 - KEIKO & MARC PANTHER / 作曲・编曲 - Tetsuya Komuro / 歌 - globe
第1话结尾处使用了。
009 version里追加了原版里没有的歌词。
开头部分的倒数(1.2.〜009)是向TV动画第一部致敬。
片头动画从播放中期起更改了，DVD则是第4话就开始被更改了。
片尾曲1「genesis of next」（第2话 - 第26话）
作词 - Tetsuya Komuro & MARC / 作曲・编曲 - Tetsuya Komuro / 歌 - globe
完整版和009版的歌词有部分不同。第一话放送时在片尾动画直接使用了原版，在DVD里重新制作的时候改动了。
片尾曲2「STARTING FROM HERE」（第27话 - 第38话）
作词 - KEIKO & MARC / 作曲・编曲 - Tetsuya Komuro / 歌 - globe
完整版和009版歌词也有部分不同。globe的专辑《Lights2》里首次出现。
片尾曲3「I do」（第39话 - 第48话）
作词・作曲・歌 - Fayray
片尾曲4「I do(special edition)」（『Conclusion God's War』）
作词・作曲・歌 - Fayray
只发表过TVsize，是否存在完整版不明。

## 3D动画
《009》
- 2010年10月5-9日于千叶通信《CEATEC JAPAN 2010》的松下展位上映的短篇3D动画。STAFF如下。

- 监督 - 押井守
- 脚本 - 神山健治
- 音乐 - 川井宪次
- 人设 - 麻生我等
- 美术 - 竹田悠介
- 美术设定・排版 - 渡部隆
- 排版 - 竹内志保、林祐一郎
- 杰特变形设计 - 前田真宏
- 编集・评级 - 江面久
- 声音设计 - スカイウォーカー・サウンド
- 动画制作 - Production I.G

《009 RE:CYBORG》　
- 2012年10月27日上映的电影。神山健治执导的全3DCGI动画电影。

《CYBORG009 CALL OF JUSTICE》　全新3DCG動畫電影
- 总监督 - 神山健治
- 监督 - 柿本广大
- 音乐 - 池赖広
- 脚本 - 神山健治

声优表
009/岛村乔 cv 河本启佑
003/法兰索娃·阿尔达努 cv 种田梨沙
声优表